# Красный матрос
«Красный Матрос» — петербургское творческое объединение и издательство контркультурной направленности; старейшее из малых издательств современной России.
Творческое объединение «Красный Матрос», помимо книгоиздания, проводит концерты, выставки, презентации и другие культурные мероприятия.

## История
Издательство «Красный матрос» основано в августе 1995 года Михаилом Сапего и Дмитрием Дроздецким (они — сопредседатели Творческого Объединения «Красный Матрос») при участии Светланы Хитун. Идейно эта группа была близка к движению «Митьки». Члены Творческого объединения являлись постоянными авторами и соучастниками практически всех проектов и начинаний издательства.
М. Сапего в интервью журналу «Богемный Петербург» утверждал[уточнить]:

… ещё в бытность кочегара я примкнул к прогрессивному, набирающему обороты (вторая половина 80-х г.г. XX века) движению «Митьки» … Степень примыкания была различной — от дружеского собутыльника с поэтическим уклоном или работника низового партийного звена на общественных началах до администратора группы с правом совещательного голоса … А потом, как там у Мирослава Немирова?.. — «терпел я это б…ство долго, но есть терпению предел!..» — в ноябре 2010-го, спустя 23 года «Красный Матрос» ушёл в автономное плавание … Всё к лучшему! Да и не будучи скотиной неблагодарной, не забываю напоминать себе и окружающим — «Митьки» — это лучшее из того, что было со мной!— Цит. по записи в блоге журнала «Богемный Петербург» в Facebook.
За время существования издательство выпустило несколько сотен книг разной тематики, в основном контркультурной, начиная от стихов и прозы «митьков» и кончая забытыми русскими поэтами XVIII века. Стандарт издания — малоформатная книга с небольшим числом страниц.
Деятельность издательства некоммерческая. По словам его основателя, издательство андеграундное не только по содержанию, но и по способу распространения книг:

«Красный матрос» — издательство подпольное, не по-русски говоря андеграундное. Это не бравада, так сложилось. Свои плюсы, свои минусы… И по части распространения — то же самое… Книжная сеть разбухла дальше некуда, поэтому нашу продукцию проще встретить на выставках, презентациях, книжных ярмарках. В общем, коробейничаем…— Цит. по: Успенский, А. Михаил Сапего — человек и матрос : [интервью] : [арх. 5 декабря 2020] / А. Успенский, С. Гусарова // ДИ : журн. — 2012. — № 3.
Средства, вырученные за реализацию книг и дисков, идут на издание следующего проекта.